# تاهوا
تاهوا (بالفرنسية: Tahoua)‏ هي بلدية في النيجر، تقع في طاوة، هي عاصمة طاوة ‏، ومنطقة طاوة، بلغ عدد سكانها 123,373 نسمة.